# Paul Stahr

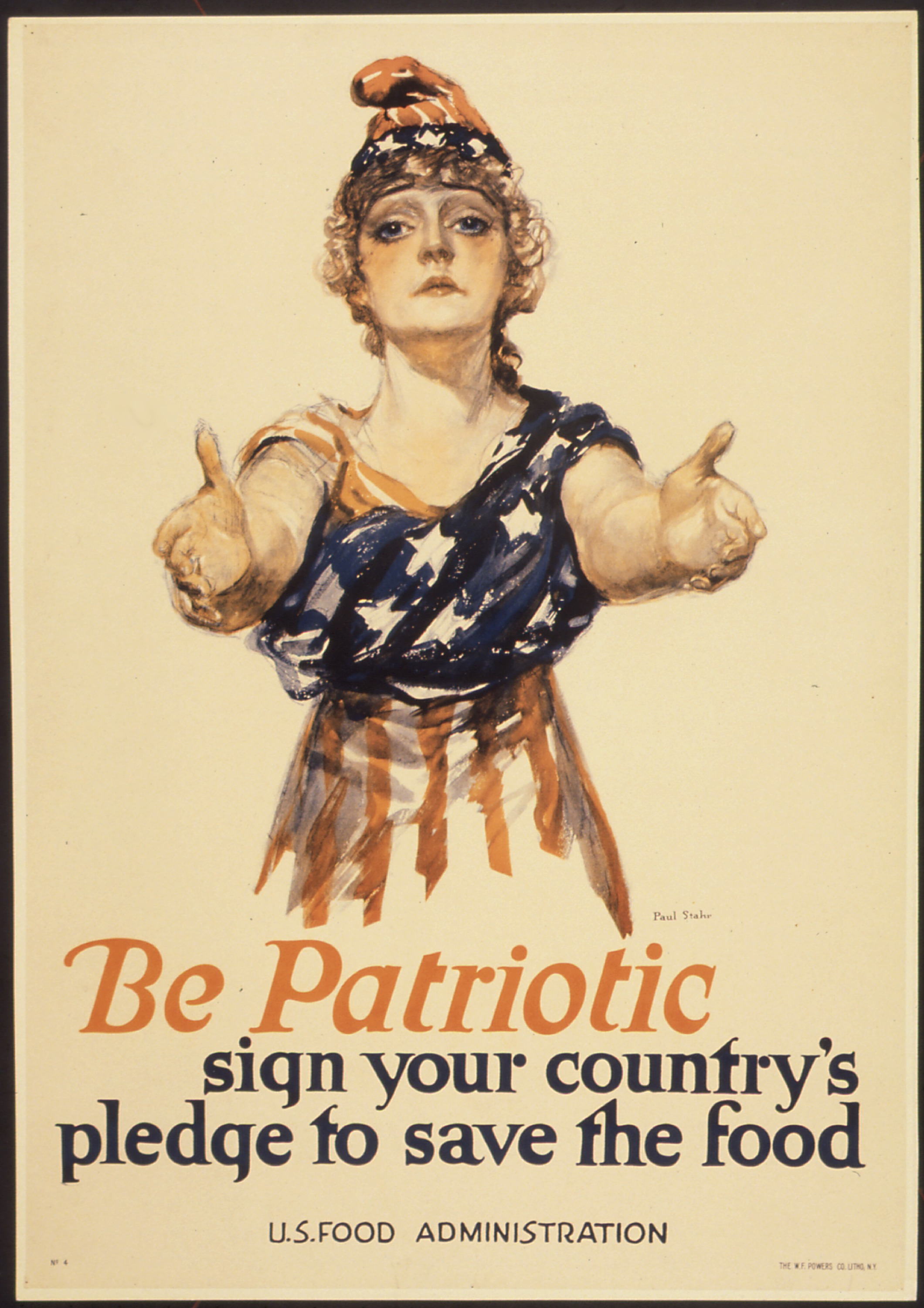
Cartell de Paul Stahr durant la Primera Guerra Mundial.

Paul Stahr   (1883 - 1953) fou un il·lustrador estatunidenc que destacà per pintar diferents cartells, llibres i portades de revistes durant el període de la postguerra. El seu treball més conegut fou el cartell que pintà el 1918, quan acabà la Primera Guerra Mundial, a càrrec d'una companyia de menjar Nord-Americana fent una crida als ciutadans amb el fi de reservar menjar. Va estudiar a l'escola pública fins que el 1902 va ser admès a l'Acadèmia Nacional de Disseny de Manhattan. Després de graduar-se a l'acadèmia va estudiar a la Lliga d'Estudiants d'Art. Va il·lustrar pòsters, llibres i revistes com Life i Saturday Evening Post, entre d'altres.